# الكونجرس الفدرالي الأورومو (إثيوبيا)
الكونجرس الفدرالي الأورومو (The Oromo People Congress) (OPC) هو حزب سياسي معارض رئيسي في إثيوبيا. تأسست في أبريل 1996 باسم مؤتمر أورومو الوطني من قبل الدكتورة ميريرا جودينا رئيسها. وترخيص الحزب واسمه قد تم منحهما لمجموعة منشقة هامشية من قبل مجلس الانتخابات الوطني الإثيوبي من أجل تقويض الحزب وإحداث ارتباك بين الناخبين بعد انتخابات مايو 2005، لذلك اضطر الحزب إلى تغيير اسمه إلى مؤتمر شعب أورومو قبل الانتخابات الفرعية لعام 2008 .

## نتائج انتخابات 2005
حتى الانتخابات العامة الإثيوبية لعام 2005، لم يحاول OPC بناء قاعدة دعم دائمة خارج منطقة مسقط رأس زعيمه في أمبو وريدا.  في تلك الانتخابات، بصفته مؤتمر أورومو الوطني، كان الحزب جزءًا من القوات الديمقراطية الإثيوبية المتحدة، التي فازت بـ 52 من أصل 527 مقعدًا في مجلس نواب الشعب. فاز الحزب بـ 42 مقعدًا في البرلمان الاتحادي و 135 مقعدًا في البرلمان الإقليمي لأوروميا باسمه.

## التطورات الأخيرة
- كانت قيادة OPC أحد الأعضاء المؤسسين لمنتدى الحوار الديمقراطي (FDD). تم الاتفاق على إنشاء المنتدى في 17 يونيو 2007.
- شكلت OPC ائتلافا مع حركة أورومو الفيدرالية الديمقراطية في يناير 2009، وفقا لبيان صحفي صادر عن كلا الحزبين.
- أصدر OPC بيانًا صحفيًا في 5 مارس 2009 يزعم أن حزب الجبهة الديمقراطية الثورية الشعبية الإثيوبية الحاكم ارتكب ثلاثة أعمال مضايقة منفصلة ضد أعضائه خلال الأسابيع السابقة. وشمل ذلك حادثة فبراير حيث تعرض اثنان من المعلمين في ميداكين ووريدا للضرب المبرح من قبل الشرطة المحلية ومسؤولي الوريد، وأفراد الأمن في 4 مارس / آذار محاطين بالمدرسة الثانوية في جيدو ثم إطلاق النار على الطلاب وإصابة ثلاثة على الأقل (توفي أحدهم لاحقًا في مستشفى)